# Île Spencer
Pour les articles homonymes, voir Spencer.
L'île Spencer est une île de l'État de Washington dans le comté de Snohomish, aux États-Unis, appartenant administrativement à Everett.

## Description
Elle s'étend sur environ 3,3 km de longueur pour une largeur d'un peu plus de 990 m. Elle abrite le Spencer Island Park et est traversée par une longue passerelle en bois, la Cross Levee Bridge qui permet d'en observer la biodiversité.